# Game Gear
Game Gear（簡稱為GG）是日本電子遊戲商世嘉於1990年10月在日本、1991年4月在北美、1991年6月在歐洲發行的8位元掌上遊戲機，是世嘉開發的第一部掌上遊戲機。繼任主機為SEGA Nomad。
Game Gear的硬體架構與世嘉的家用遊戲機SEGA Mark III（在日本以外地區稱為Master System）大致相同，透過轉接器還可遊玩部分SEGA Mark III/Master System遊戲。雖然世嘉為儘快與任天堂競爭而倉促將Game Gear上架，不過在開發資源的支援之下，其遊戲陣容及價格定位上仍較雅達利的雅達利Lynx及日本電氣的PC Engine GT等當時市場上的大部分掌上遊戲機更具競爭力；至於其主要競爭對手（即由任天堂推出的Game Boy），世嘉雖以橫向全彩螢幕及硬體規格上的優勢為賣點試圖打擊其銷量，不過由於Game Boy本身優異的續航力，加上任天堂及大量第三方遊戲開發商遊戲的支持下，Game Gear不敵，於1997年停產。世嘉一度於2000年授權Majesco娛樂以同捆遊戲形式銷售主機，不過最終於2001年再度停產，宣告主機生命週期正式終結。
儘管有著相對高水準的運算能力及全彩螢幕，但Game Gear仍因其龐大的體積、嚴重不足的續航力及缺乏第三方遊戲陣容等因素而遭到輿論抨擊。

## 歷史

### 開發背景
1989年，當時的電子遊戲業界龍頭任天堂推出了劃時代的掌上遊戲機Game Boy，大受歡迎。當時任天堂的主要競爭對手世嘉見掌上遊戲機市場大開，意圖從中獲利，因而開始了Game Gear的研發。Game Gear開發代號為「水星計劃」，以Game Boy的螢幕方向及螢幕顏色單調等缺點做為主機研發的切入點。為了儘快進入市場，世嘉以其8位元家用遊戲機SEGA Mark III（在日本以外地區稱為Master System）為開發基礎，並加強主機硬體規格、增加發色數。採用家用遊戲機等級的硬體架構使大部分的SEGA Mark III/SEGA Master System遊戲皆可輕易的移植至Game Gear，不過同時也大幅犧牲了主機的續航力。
1990年7月7日，世嘉於東京國際玩具展中首次公開Game Gear相關資訊。

### 發售
1990年10月6日，Game Gear於日本首發，售價為19800日圓，並與世嘉自家研發的遊戲《色譜柱》同捆；其它首發遊戲還包括《超級摩納哥賽車》及《企鵝推冰》等。在發售後兩天內，主機銷量即達4萬部；至11月底，主機銷量上升至60萬部。雖然Game Gear一度獲得成功，但是世嘉無法把握機會宣傳主機，導致此後Game Gear於日本的銷量一蹶不振。至1994年3月，Game Gear於日本地區銷量僅125萬部。
1991年4月15日，Game Gear於紐約及洛杉磯發售，售價為149.99美元，北美其餘地區則於4月26日跟進。世嘉延續了其16位元家用遊戲機Sega Genesis（即日本的Mega Drive）所採用的銷售策略，以較激進的廣告抨擊其主要競爭對手Game Boy，透過將Game Gear的全彩螢幕與Game Boy的單色螢幕進行對比以凸顯自身特色，甚至連Game Boy自身多樣的主機外殼色彩也被用來對比諷刺其螢幕色彩之單調。雖然任天堂對此多次表達抗議，不過世嘉的宣傳策略確實取得了一定成果，至1993年底，Game Gear於北美的銷量已達400萬部。
1991年6月24日，Game Gear於歐洲發售，售價為99.99英鎊。至該年底，主機銷量已達52萬部。1991年7月，Game Gear於巴西發售。
在Game Gear進入市場前，已有雅達利的雅達利Lynx及日本電氣的PC Engine GT等遊戲機試圖挑戰Game Boy，不過皆無法撼動其地位。雖然世嘉為儘快與任天堂競爭而倉促將Game Gear上架，不過Game Gear在世嘉開發資源的支援之下，其遊戲陣容及價格定位仍較當時市場上的大部分掌上遊戲機具競爭力，因而使上述兩者在內的大批競爭對手加速退出市場。

### 衰頹
世嘉在支援Game Gear的同時，仍持續推出其它遊戲機硬體，分散了開發資源。開發人員一度必須在同時支援Mega Drive、Mega-CD、Super 32X及Game Gear等各式平臺的同時，兼顧次世代主機世嘉土星的開發。這使得世嘉無法將過多心力投注在掌上遊戲機業務上，間接導致了Game Gear的失敗。Game Gear雖有優秀的硬體規格及全彩螢幕，但是缺乏品質優異的遊戲作品；反觀Game Boy有著任天堂及大量第三方遊戲開發商遊戲的支援，續航力極高，再加上體積較小、方便攜帶，注定了Game Boy不可撼動的勝利基礎。在體積更加輕薄、電量需求更低的Game Boy Light及Game Boy Pocket推出後，Game Boy系列與Game Gear的銷售量差距便愈加擴大。
1995年，世嘉於北美市場推出16位元掌上遊戲機Genesis Nomad（又稱為SEGA Nomad），標榜為「行動版的Sega Genesis」，並直接以Sega Genesis卡帶作為遊戲媒介，試圖挽救其掌上遊戲機事業的頹勢，但成效不彰。1996年3月，世嘉重組業務，將多數研發資源轉移至其次世代主機世嘉土星的開發上，並將當時敗局已定的Game Gear交由玩具部門世嘉米澤（セガ・ヨネザワ，1998年4月後更名為世嘉玩具）掌管，更名為Kid's Gear，並將主要目標客群轉向兒童及青少年。
在Game Gear與SEGA Nomad先後於1997年及1999年停產後，世嘉最終退出了掌上遊戲機市場的競爭行列，並轉型為單純的第三方遊戲開發商。雖然世嘉本身已經終止了掌上遊戲機硬體製造業務，不過仍一度於2000年授權予另一第三方遊戲開發商Majesco娛樂再度發售Game Gear，售價為30美元。Majesco娛樂還為主機移植了數款遊戲，如《超級坦克》等。2001年，Game Gear再度停產，宣告主機生命週期正式終結。
Game Gear在日本銷量約178萬部、北美銷量約540萬部、歐洲銷量約323萬部、其他地區銷量約21萬部，合計銷量約1062萬部，以商業角度而言不算十分成功。
2011年3月，任天堂宣布將部分Game Gear遊戲納入其掌上遊戲機任天堂3DS線上遊戲服務Virtual Console之收錄範圍中。

## 硬體

### 技術規格

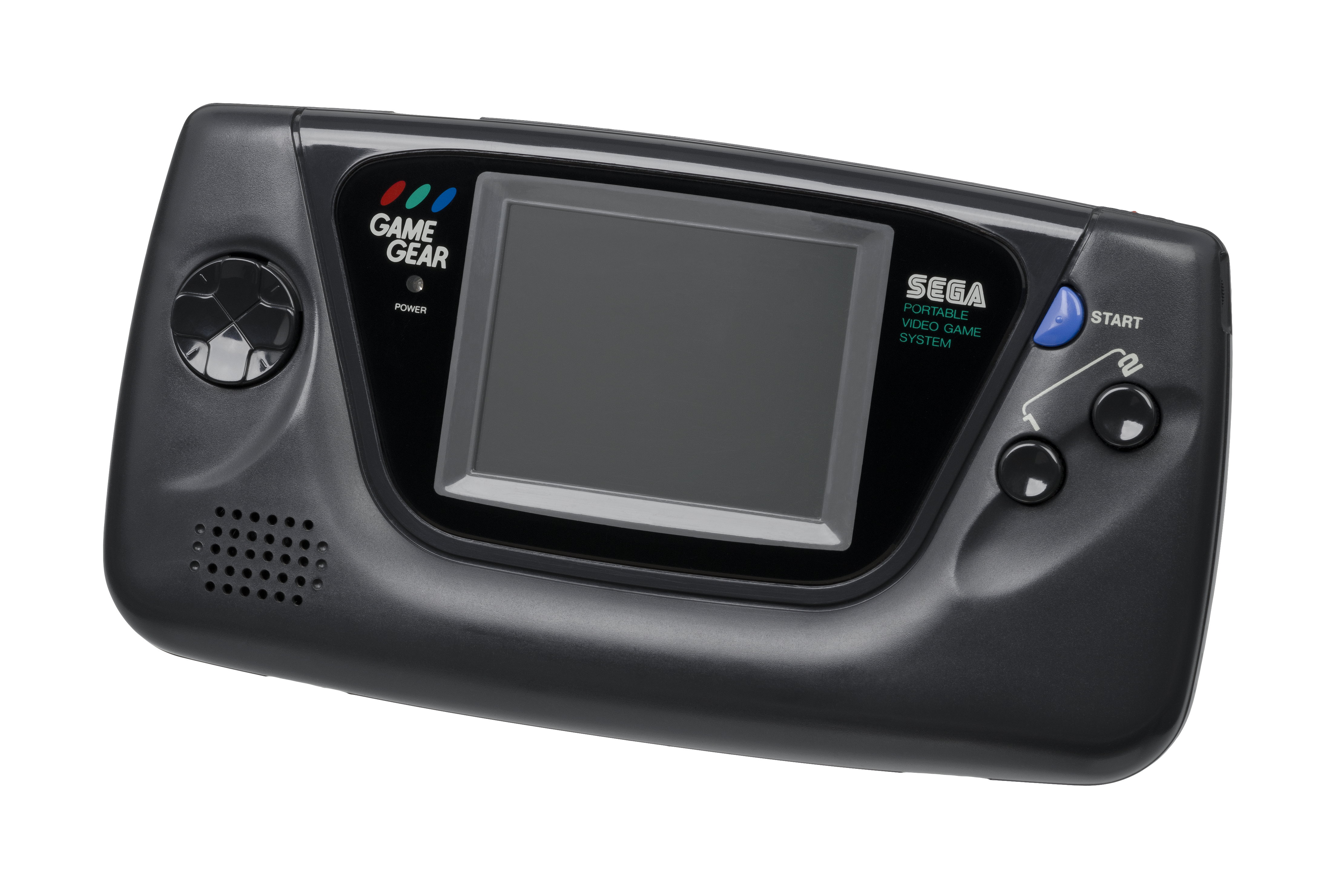
美版Game Gear普通機型
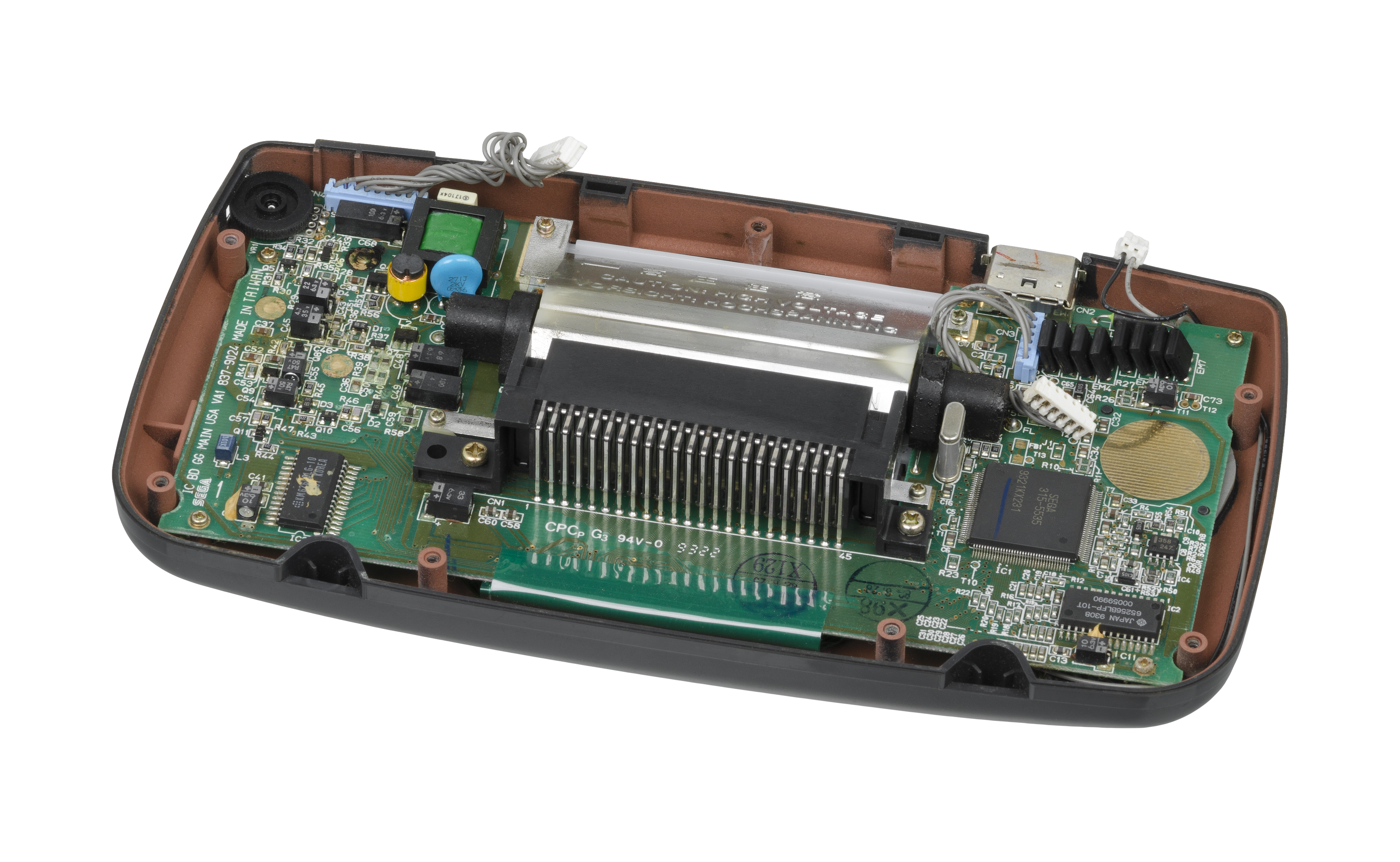
Game Gear拆解後的樣子
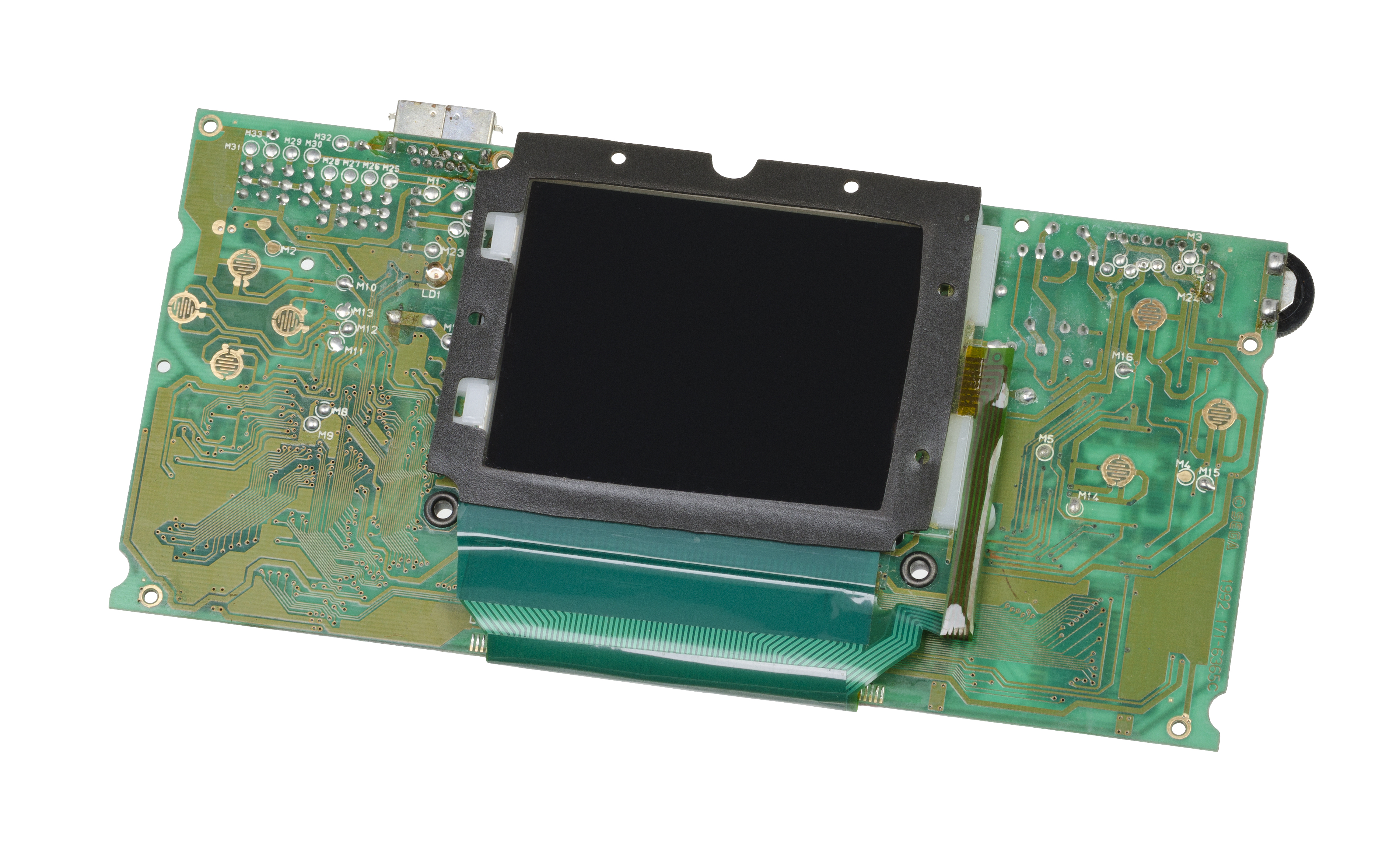
Game Gear的主機板正面
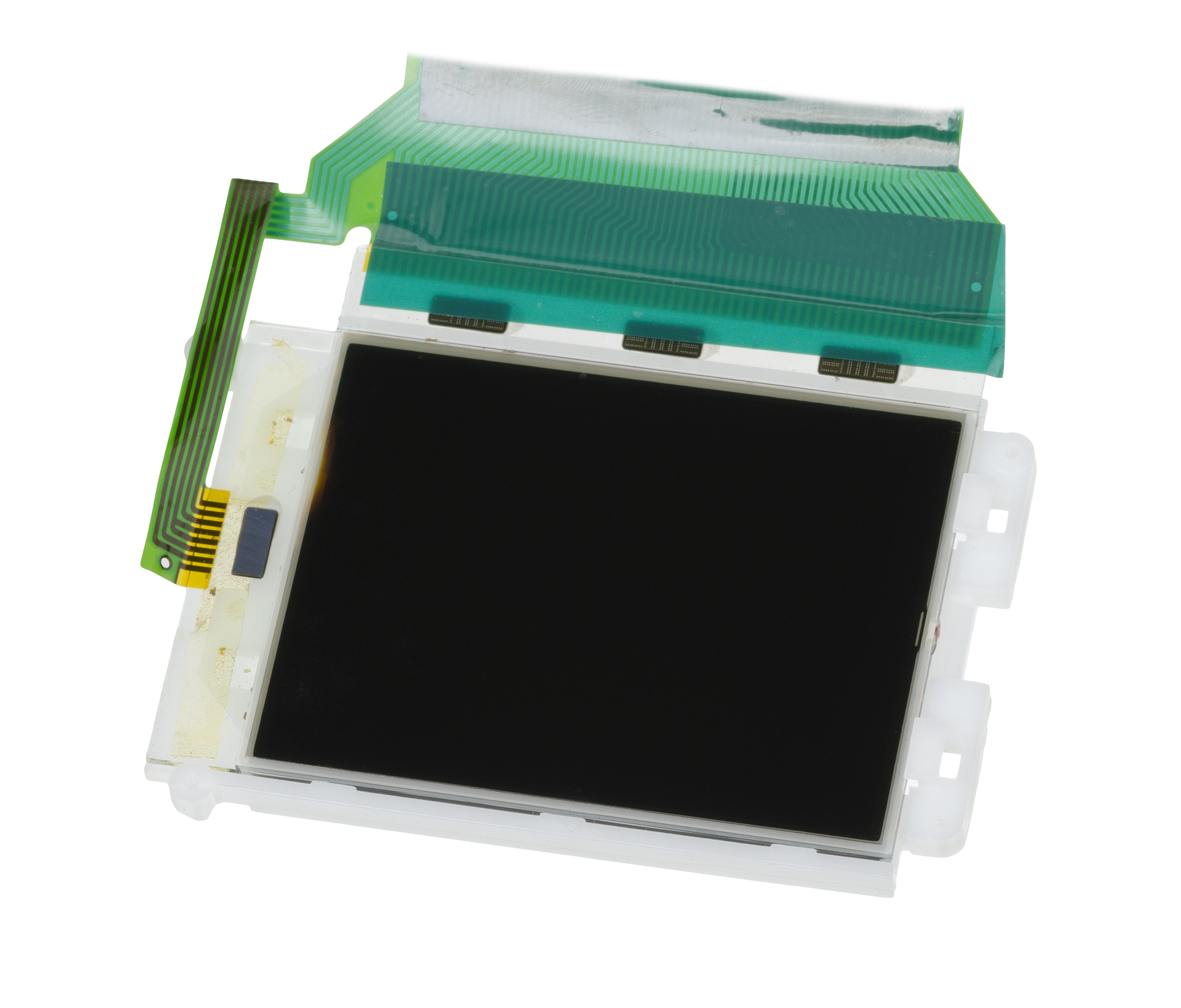
Game Gear的螢幕元件
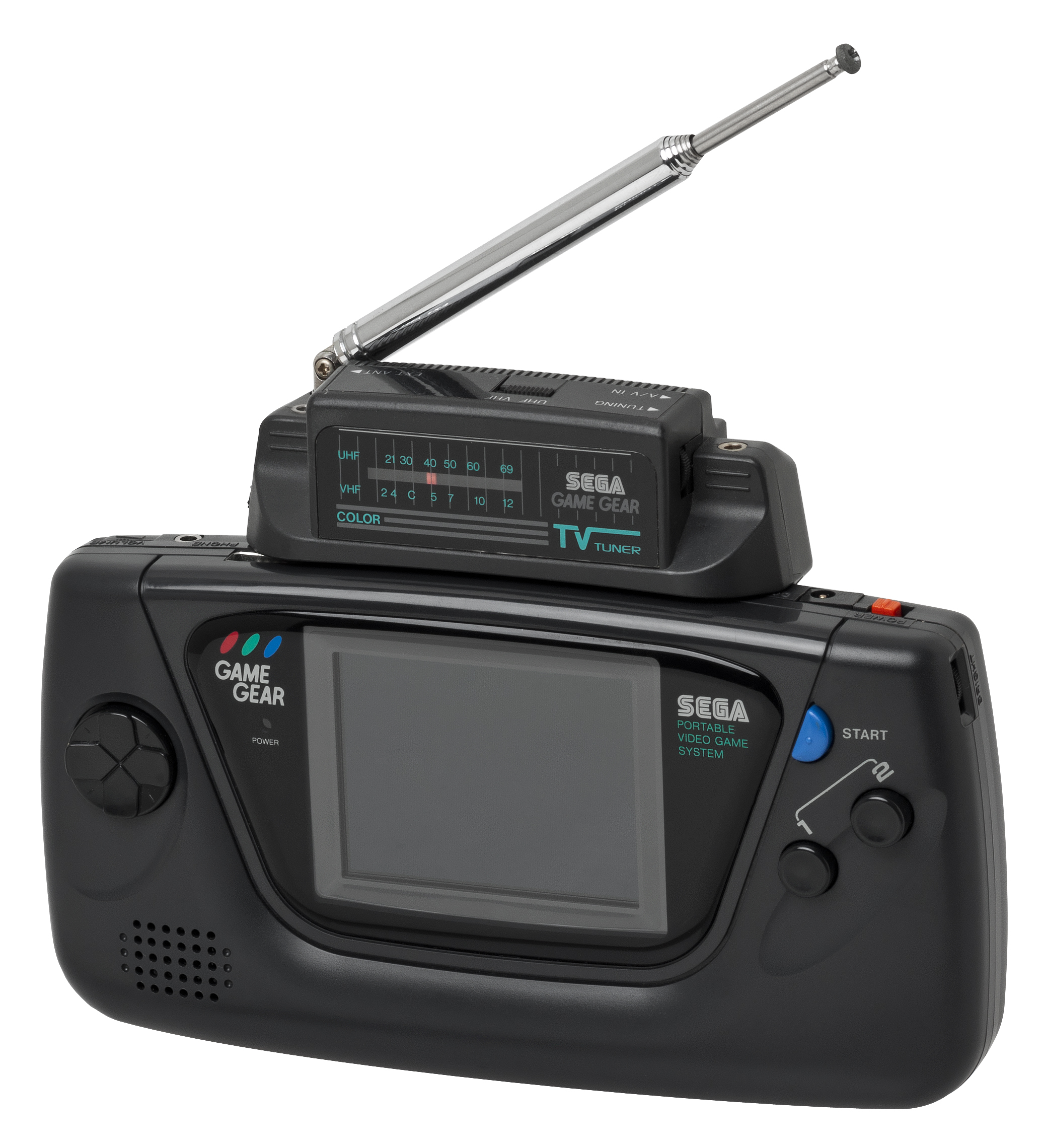
Game Gear電視選道器（英语：Tuner (radio)#Television）配件 （HGG-3001）

Game Gear採用與Game Boy不同的橫持式設計，其主機之長、寬、高分別為255公釐×113公釐×38公釐。
Game Gear的硬體架構與SEGA早先推出的家用遊戲機SEGA Mark III/Master System大致相同，皆搭載由Zilog製造的Zilog Z80 8位元中央處理器（CPU），頻率為3.58MHz。主機配有一面對角線寬度為3.2英寸（81公釐）的背光STN液晶螢幕，解析度為160×144像素，共支援4096色顯示，其中同時發色數可達32色。Game Gear使用AA電池作為主要電力來源，在6顆電池電量全滿的情況下，其續航力最多可達3至5小時；世嘉也因應顧客需求推出了官方電池擴充包，用以延長主機續航力；另外，Game Gear也支援使用SEGA Mark III/Master System及Mega Drive附贈的AC變壓器充電。Game Gear擁有約8KB（64Kbit）的主記憶體及16KB（128Kbit）的視訊隨機存取記憶體（VRAM），共計約24KB（192Kbit）；同時搭載與SEGA Mark III/SEGA Master System相同的德州儀器SN76489可程式化聲音產生器（PSG），不過與後者不同之處在於Game Gear可以透過耳機輸出立體聲。
Game Gear的遊戲用卡帶大小長、寬約7公分，厚度約8公釐；容量約介於256KB至8MB之間。

### 機型
Game Gear於日本首發時共有黑色、黃色、藍色及紅色等顏色可選擇；白色機型（正式名稱為GG-WHITE）僅給予世嘉內部人員及開發者使用。此外，世嘉還發行了許多特別塗裝版及同捆版本的Game Gear，並曾與自家的《棒球世界大賽 '95》、《魔法氣泡》和《音速小子賽車》，以及《獅子王》等第三方遊戲合作。
1996年3月，世嘉重組業務，將多數研發資源轉移至其次世代主機世嘉土星的開發上，並將Game Gear交由玩具部門（現世嘉玩具）掌管。在對機體及外殼進行重新設計後，世嘉將Game Gear以Kid's Gear之名重新推出，並將主要目標客群調整為兒童及青少年。Kid's Gear雖然將機體縮小、加大了螢幕占比，但也導致其與部分配件無法相容。
1997年，世嘉終止生產Game Gear。2000年，世嘉授權予另一第三方遊戲開發商Majesco娛樂再度發售Game Gear，此版本僅對外殼左上方的識別標誌做了些許更動，其他部分與1990年原版Game Gear幾乎相同。

### 配件
在Game Gear的生命週期中，世嘉及第三方廠商為其推出了許多配件。由世嘉官方推出的配件包括能透過鞭狀天線讓Game Gear收看電視頻道的「電視選道器」（ＴＶチューナーパック，HGG-3001）、延長Game Gear續航力的「輔助電源配件」（補助電源アクセサリー，分為普通電池擴充組及透過車輛動力及點菸器充電的版本，HGG-3005/HGG-3017/HGG-3004）、提供玩家間對戰機能的「對戰線」（対戦ケーブル，HGG-3002）、能放大Game Gear螢幕顯示畫面達1.5倍的「大窗口」（ビッグウインドー，HGG-3012）及僅於北美地區推出，用於清潔主機及卡帶的「清潔Gear」（Cleaning Gear）等；第三方廠商推出的配件則有由Datel推出的Action Replay、由Codemasters推出的Game Genie及由Recoton推出的Stereo FM Tuner（意為「FM調頻器」）等。此外，由於Game Gear理論上與SEGA Mark III/Master System相容，SEGA與許多第三方遊戲商都推出了能讓Game Gear讀取SEGA Mark III/Master System卡帶的轉接器。

## 遊戲陣容
據統計，經官方授權發行的Game Gear遊戲超過300款，售價大多介於25至30美元間，著名作品包括《音速小子》、《GG忍》、《太空哈利》及《米老鼠的魔法水晶》等。另外，Game Gear的硬體架構與世嘉早先推出的家用遊戲機SEGA Mark III/Master System大致相同，使開發者容易進行移植，因此多數Game Gear的遊戲皆為該主機遊戲的移植版本。
由於1990年代的任天堂發行許可權政策極為嚴格，因此由第三方遊戲開發者專為Game Gear製作的遊戲十分稀少，取而代之的是大量的移植作品；儘管缺乏獨佔遊戲，但Game Gear的遊戲陣容單論移植作品數量已較雅達利Lynx及PC Engine GT等當時的大部分掌上遊戲機豐富許多，因而能在掌上遊戲機市場中長期維持第二名之地位，不過與掌上遊戲機龍頭Game Boy擁有超過1000款的龐大遊戲陣容相比仍顯劣勢。
在Game Gear退出市場後，部分Game Gear遊戲轉於任天堂掌上遊戲機任天堂3DS之線上遊戲服務Virtual Console上發售，其使用的模擬器技術由M2研發。

## 評價
輿論對Game Gear的評價褒貶不一。2008年，《GamePro》將Game Gear列入「史上前十大糟糕的掌上遊戲機」名單第十名，認為Game Gear並無法有效的運用硬體技術上的優勢，但同時也認為Game Gear近1100萬臺的銷量已經算是不錯了。據GamePro評論者布雷克·斯諾（Blake Snow）表示：「與Game Boy不同的是，Game Gear採用的橫式設計較為符合人體工學，不需要以狹窄、不自然的手勢握持。然而即使Game Gear的銷量已經算是不錯的，其厚重龐大的體積、相對高昂的價格、堪稱怪獸級的電力消耗及獨佔大作的缺乏，最終導致世嘉放棄繼續研發新硬體。」在1998年一次由《Fami通DC》主持的訪談中，Game Gear的設計者佐藤秀樹表示，「儘管Game Gear在掌上遊戲機市場中的確已經佔有一席之地，但任天堂的Game Boy實在是過於成功，以至於我們的銷量相較之下反倒顯得失敗了，這真是令人感到恥辱啊。」
GamesRadar（現GamesRadar+）給予Game Gear正面評價：「有著8位元的處理器跟背光彩色螢幕，Game Gear基本上就是一臺縮小版的Master System。當年我們究竟用掉了多少顆AA電池，在夜晚、在車上遊玩《音速小子》、《勁爆美式足球'95》和《暴力摩托》呢？這是Game Boy所不能企及的。」IGN評論者列維·布坎南（Levi Buchanan）則認為Game Gear最大的敗點在於缺乏獨佔作品：「Game Boy擁有量大多質優的遊戲陣容，與Game Gear有著天壤之別。重點不在Game Gear有多強大或有沒有彩色螢幕，比起硬體技術，軟體的內容與數量才是關鍵。任天堂後來推出的任天堂DS與Wii具體證明了這一守原則。」布坎南隨後稍稍稱讚了Game Gear的遊戲陣容：「一些Master System移植作品十分不錯，趣味無窮。」Retro Gamer對世嘉能在任天堂的強勢進逼下仍保有一定市占率大加讚譽：「在無數與任天堂的掌上遊戲機競爭而落敗的掌機中，Game Gear是撐得最久的，銷量並僅次於索尼的PSP。它將永遠作為電子遊戲界的里程碑之一留在粉絲們的心中。」

## 外部連結
- 舊版世嘉硬體大百科 （页面存档备份，存于） （日語）
- 新版世嘉硬體大百科（页面存档备份，存于） （日語）
- SEGA Retro（页面存档备份，存于） （英文）
- Gaming Historian （页面存档备份，存于） （英文）